# 蘿蔔糕

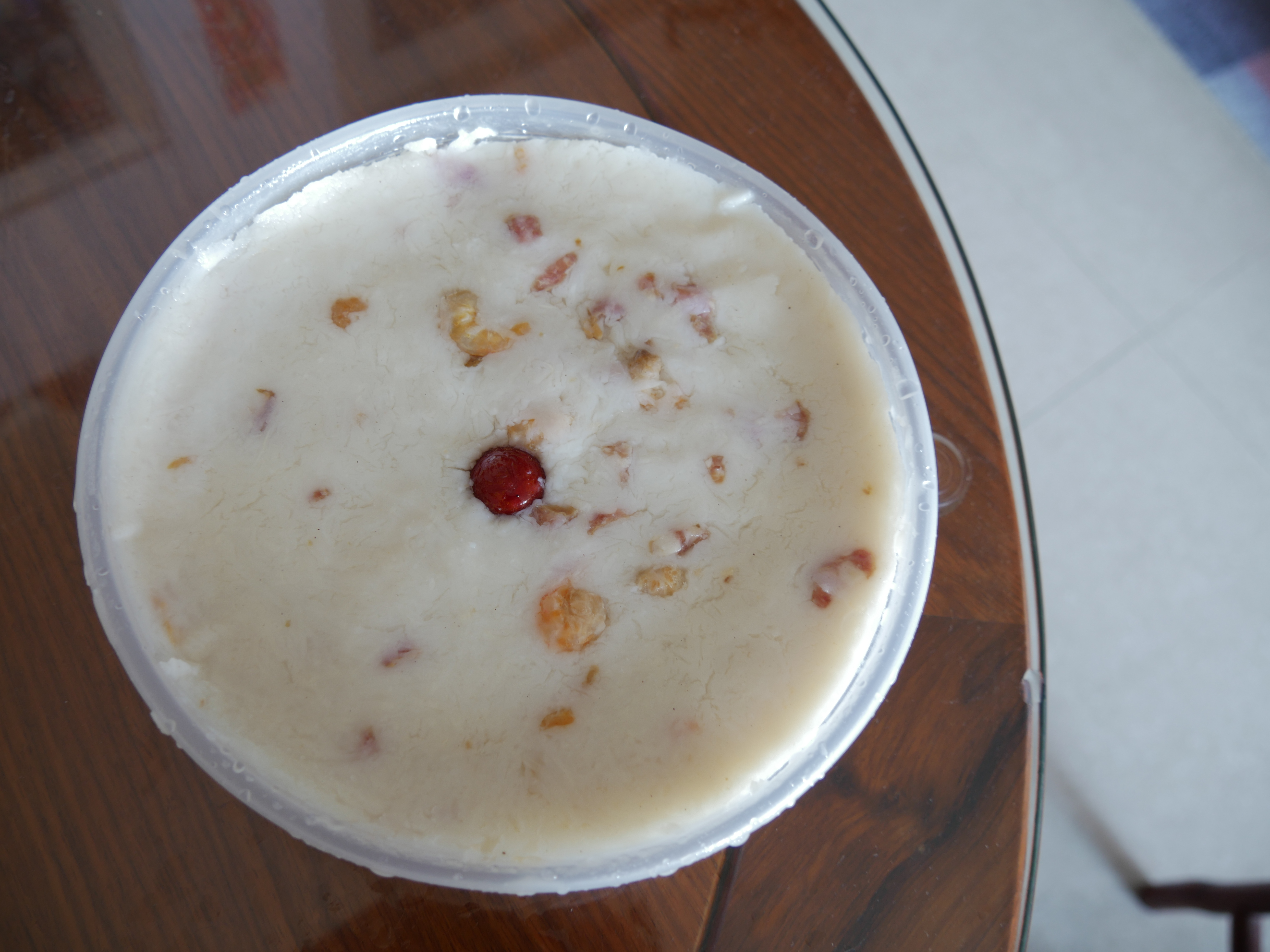
蘿蔔糕

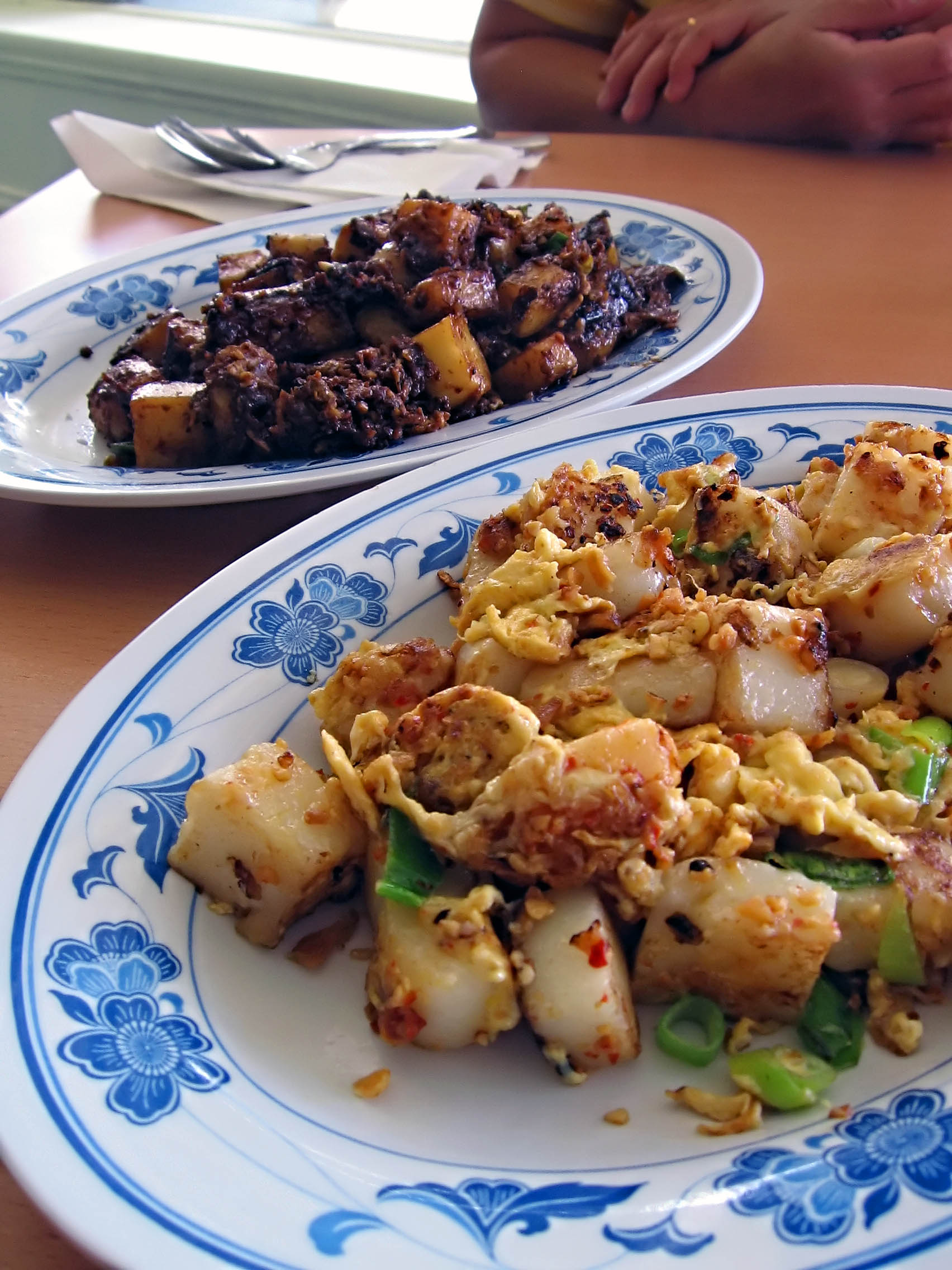
菜頭粿（炒蘿蔔糕）

蘿蔔糕是一種中國料理，流行於閩粵地區。在廣東作為粵式茶樓的點心，在香港和廣東更是如年糕一樣作為一種賀年食品，寓意步步高升。蘿蔔糕在闽南文化中也非常重要，因此在中國福建南部、台灣、新加坡及馬來西亞也甚為普遍。當地人以閩南泉漳語、潮汕語稱之為菜頭粿。台湾客家人则稱之為蘿蔔粄或菜頭粄。

## 製法
廣東和香港蘿蔔糕的主要特色是含有切碎的臘味，故此又稱臘味蘿蔔糕，製作臘味蘿蔔糕的方法雖然簡單，但等待時間較長。先制作麵團，需要由大米粉、糯米粉和粟米粉和大量的水混合成粉漿，再在其中加入白蘿蔔的切絲、碎塊或者粉末即可，如果想增加豐富的口感，可以額外加入冬菇、蝦米、臘腸或臘肉的碎末，完成後用模具固定成方形，放入蒸籠中蒸成。

## 广東式

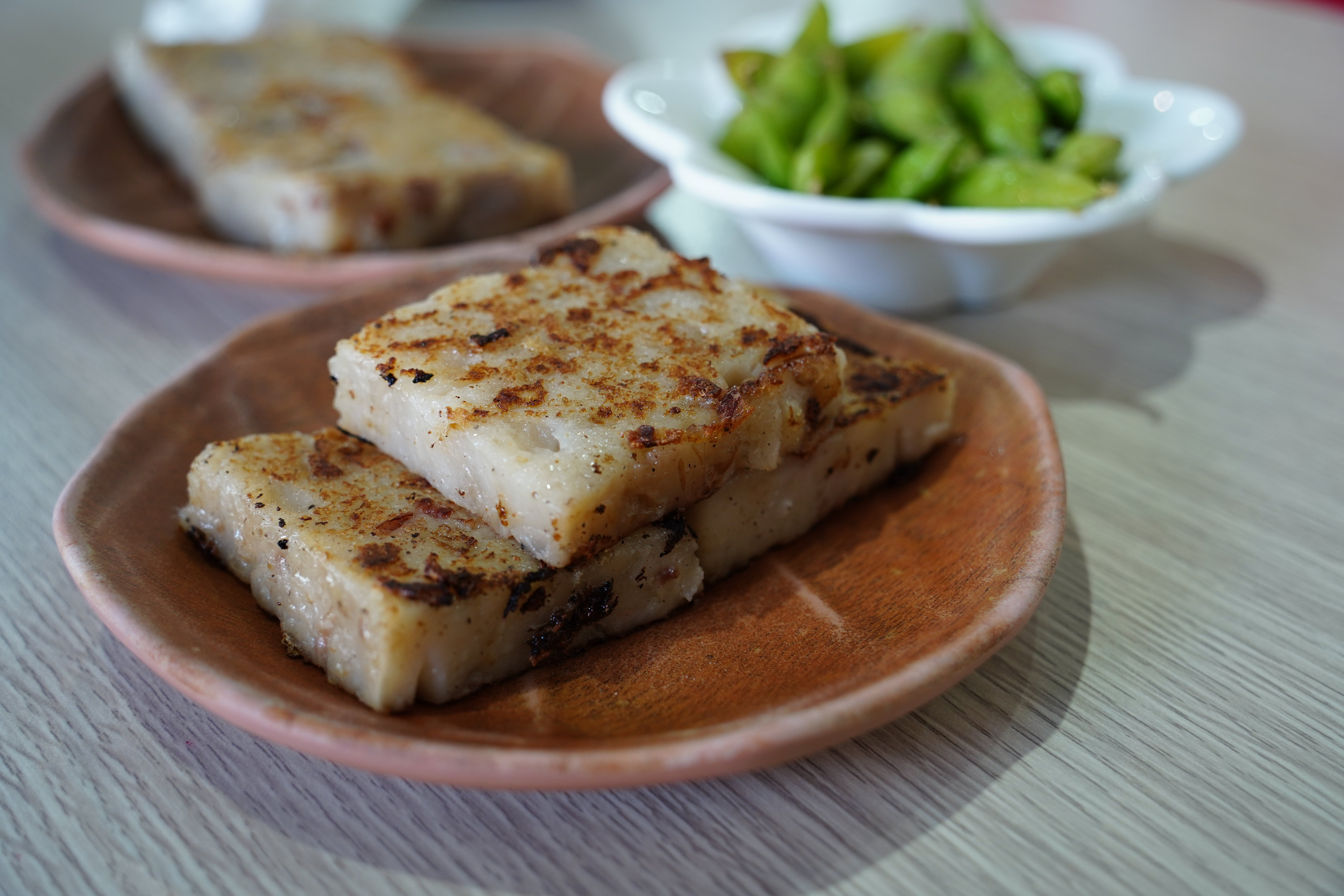
廣式煎蘿蔔糕

傳統粵式茶樓的蘿蔔糕一般分為蒸蘿蔔糕和煎蘿蔔糕兩種。蒸煮的蘿蔔糕，可加上醬油調味。而煎蘿蔔糕則是將已蒸煮好的蘿蔔糕切成方塊，放在少量的油中煎至表面金黃色即成，還可以選擇蘸上甜醬、芝麻醬或辣醬作調味。除了茶樓外，香港的粥店都會售賣蒸蘿蔔糕，但材料較為簡單，通常不會加入肉類材料，甚至沒有配料，通常淋上醬油調味，可與粥品和炒麵作為簡單的早餐或小吃。
香港與廣東一帶的粵式茶樓除了供應傳統的煎蘿蔔糕外，以XO醬和蘿蔔糕同炒的「XO醬炒蘿蔔糕」也甚為常見。港式蘿蔔糕一般會有蝦米。

## 福建式
新加坡和馬來西亞福建、潮州籍貫的「菜頭粿」通常以炒蘿蔔糕的方法為主。做法則是將已蒸煮好的蘿蔔糕切成小塊，這種小塊稱為「粿角」，再以甜醬油、蔥花、雞蛋、蒜粒一拼放到油鍋中炒熱便成。馬來西亞的粵式點心樓與茶粿攤子則有銷售傳統蘿蔔糕，並以甜醬和特製辣椒醬調味。

## 臺灣客家式
台灣的客家風味蘿蔔糕是其中蘿蔔比例最高的，不會添加鹽和其它豐富的食材，只以白蘿蔔的味道為主。作法則是在來米泡水隔夜去水磨漿，添加燜煮過的蘿蔔絲，調味後清蒸，可以沾食醬油、桔子醬等沾料。

## 外部連結
- 微波爐自製蘿蔔糕圖解做法

 维基共享资源上的相關多媒體資源：蘿蔔糕